# Cross Plains (hrabstwo Dane)
Cross Plains – wieś w Stanach Zjednoczonych, w stanie Wisconsin, w hrabstwie Dane.